# Venna van den Bosch
Venna van den Bosch (17 september 2001) is een Nederlandse (musical)actrice. Zij heeft gespeeld in de musicals The Sound of Music en Annie. Samen met haar oudere zus Vajèn van den Bosch speelde zij de rol van kikkerprinses in de Eftelingmusical Klaas Vaak. Van den Bosch heeft de stem van Jill ingesproken in de animatiefilm De Tand des Tijds (2019) en speelt de rol van Justine in de internetserie De slet van 6vwo.

## Films
- De Tand des Tijds (2019), stem van Jill.

## Series
- De Hathaways: Een geestige familie(2013-2015), als de stem van Frankie
- Lost in the Game (2016), in de rol van Naima.
- De slet van 6vwo (2019, seizoen 3), in de rol van Justine.
- Star Wars: Visions (2020), als de stem van Kara
- Goede tijden, slechte tijden (2021), in de rol van Sophie.